# Parlamentsvalet i Storbritannien 2001
Parlamentsvalet i Storbritannien 2001 skedde den 7 juni 2001. Labour behöll sin majoritet från valet 1997 i stort sett oförändrad. Endast i 21 valkretsar utanför Nordirland förlorade den sittande parlamentsledamoten (eller dennes partikamrat). Liberaldemokraterna gick svagt framåt. I Nordirland vann partier som var motståndare till Långfredagsavtalet mark.
Valdeltagandet var lågt, endast 59%, vilket var det lägsta sedan 1918.

## Resultat
| Parti                                                 | Röster     | Platser | Förändring | Andel av rösterna (%) |
| ----------------------------------------------------- | ---------- | ------- | ---------- | --------------------- |
| Labour                                                | 10 724 953 | 412     | - 6        | 40,7                  |
| Konservativa                                          | 8 357 615  | 166     | + 1        | 31,7                  |
| Liberaldemokraterna                                   | 4 814 321  | 52      | + 6        | 18,3                  |
| SNP                                                   | 464 314    | 5       | - 1        | 1,8                   |
| UK Independence Party                                 | 390 563    | 0       |            | 1,5                   |
| Ulster Unionist Party                                 | 216 839    | 6       | - 4        | 0,8                   |
| Plaid Cymru                                           | 195 893    | 4       |            | 0,7                   |
| Democratic Unionist Party                             | 181 999    | 5       | + 3        | 0,7                   |
| Sinn Féin                                             | 175 933    | 4       | + 2        | 0,7                   |
| SDLP                                                  | 169 865    | 3       |            | 0,6                   |
| Green Party of England and Wales                      | 166 477    | 0       |            | 0,6                   |
| Oberoende                                             | 97 070     | 0       | - 1        | 0,4                   |
| Scottish Socialist Party                              | 72 516     | 0       |            | 0,3                   |
| Socialist Alliance                                    | 57 553     | 0       |            | 0,2                   |
| Socialist Labour Party                                | 57 288     | 0       |            | 0,2                   |
| BNP                                                   | 47 129     | 0       |            | 0,2                   |
| Alliance Party of Northern Ireland                    | 28 999     | 0       |            | 0,1                   |
| Independent Kidderminster Hospital and Health Concern | 28 487     | 1       | + 1        | 0,1                   |
| Liberal Party                                         | 13 685     | 0       |            | 0,1                   |
| UK Unionist Party                                     | 13 509     | 0       | - 1        | 0,1                   |
| Prolife Alliance                                      | 9 453      | 0       |            | 0,0                   |
| Legalise Cannabis Party                               | 8 677      | 0       |            | 0,0                   |
| People's Justice Party                                | 7 443      | 0       |            | 0,0                   |
| Monster Raving Loony Party                            | 6 655      | 0       |            | 0,0                   |
| Progressive Unionist Party                            | 4 781      | 0       |            | 0,0                   |
| Mebyon Kernow                                         | 3 199      | 0       |            | 0,0                   |
| Northern Ireland Women's Coalition                    | 2 968      | 0       |            | 0,0                   |
| Scottish Unionist Party                               | 2 728      | 0       |            | 0,0                   |
| Rock N Roll Loony Party                               | 2 634      | 0       |            | 0,0                   |
| National Front                                        | 2 484      | 0       |            | 0,0                   |
| Workers Party                                         | 2 352      | 0       |            | 0,0                   |
| Neath Port Talbot Ratepayers Association              | 1 960      | 0       |            | 0,0                   |
| Northern Ireland Unionist Party                       | 1 794      | 0       |            | 0,0                   |
| Socialist Party of England and Wales                  | 1 454      | 0       |            | 0,0                   |
| Reform 2000 Party                                     | 1 418      | 0       |            | 0,0                   |
| Isle of Wight Party                                   | 1 164      | 0       |            | 0,0                   |
| Muslim Party                                          | 1 150      | 0       |            | 0,0                   |
| Communist Party of Britain                            | 1 003      | 0       |            | 0,0                   |

Totalt antal röster: 26 368 204.  Alla partier med fler än 1 000 röster visade